# 莉迪亚·若热
莉迪亚·若热（葡萄牙語：Lídia Jorge，1946年6月18日—），葡萄牙作家，其作品是“后革命一代”写作风格的代表。

## 生平
若热出生于葡萄牙南部阿尔加维地区的Boliqueime村的一个农民家庭。她毕业于里斯本大学文学院罗曼语言学专业，并成为一名中学教师。葡萄牙殖民战争的最后阶段，她在安哥拉和莫桑比克度过了关键几年，但她大部分时候在葡萄牙教书。1995年至1999年，她是里斯本大学艺术学院的客座教授。她还曾担任葡萄牙媒体高级管理局的委员，也是阿尔加维大学总理事会的成员。

## 创作
1988年她出版了小说《绿蝗》，书写自己在非洲殖民地的经历，奠定了在葡萄牙文坛的地位。
1998年，《画鸟的人》为她赢得了多个奖项。2002年她的小说《鹤中的风声》获得了葡萄牙作家协会大奖（Grande Prémio da AssociaçãO Portuguesa de Escritores）和新潮流写作奖（Prémio-Correntes d'Escritas）。
《不朽之士》出版于2014年，是一本关于康乃馨革命的书，恢复了她的第一本书《奇迹之日》的主题。2018年，她发表了《河口》，探讨了当今时代的脆弱性。2022年，作者发表了《怜悯》（Misericórdia），表达了对人类的反思，并向在新冠肺炎大流行期间去世的母亲Maria dos Remédios致敬。